# Penalva flavocalceatus
Penalva flavocalceatus är en insektsart som först beskrevs av Heinrich Hugo Karny 1929.  Penalva flavocalceatus ingår i släktet Penalva och familjen Anostostomatidae. Inga underarter finns listade i Catalogue of Life.